# Maske (Biologie)

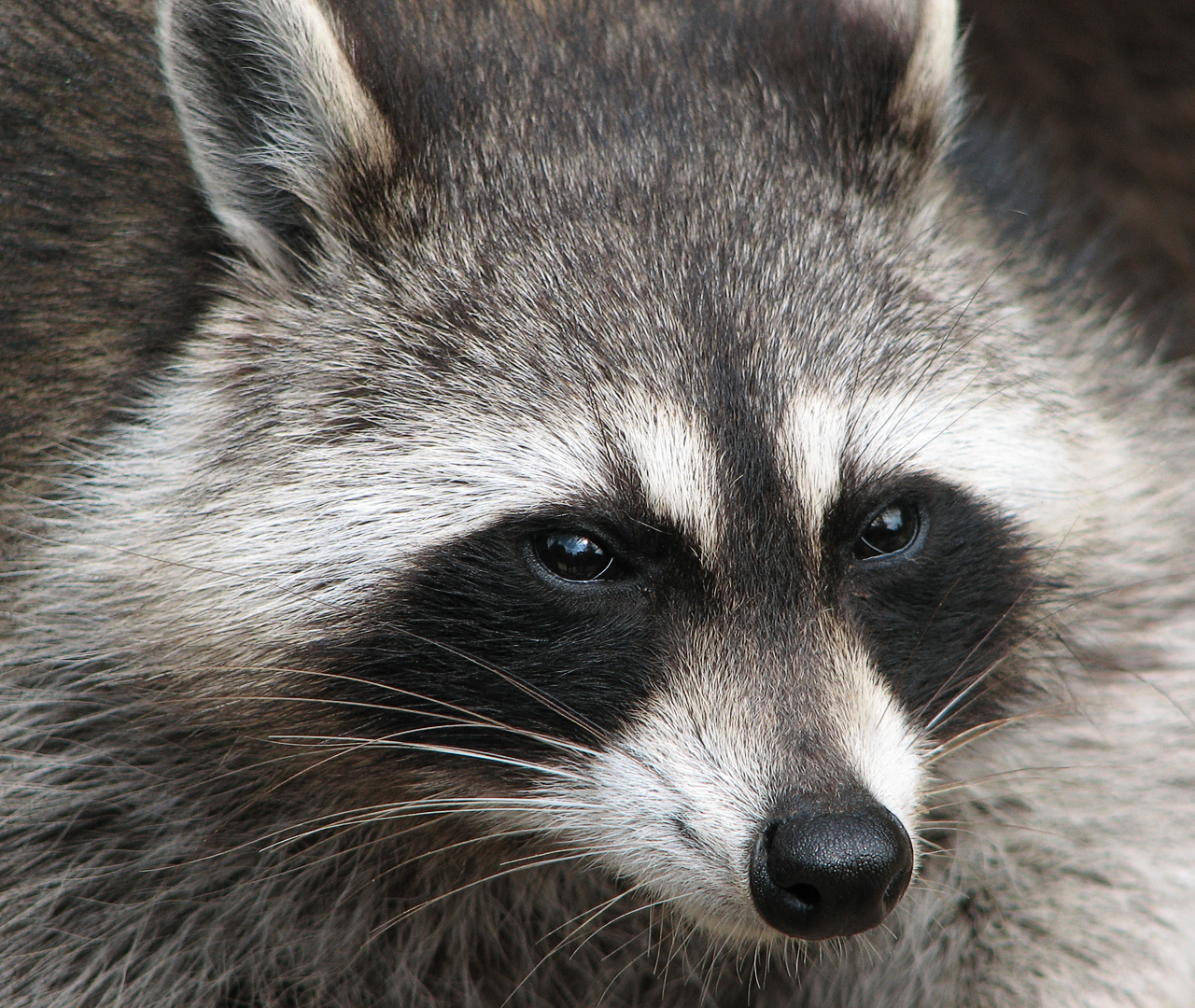
Maske des Waschbären

Den Begriff Maske verwendet man in der Biologie, um damit die Kopfzeichnungen von Tieren, die sich farblich oder von der Struktur deutlich abheben, zu charakterisieren: So zum Beispiel das Gesichtsbild bei manchen Hunderassen, zum Beispiel beim Teckel, breite Querbänder bei manchen Fischen, oder gar die charakteristische Domino-Maske des Waschbären bzw. des Dachses. Diese Kopfzeichnung hat teilweise für die sie tragenden Tiere einen ähnlichen Effekt wie Mimikry: die Umrisse ihres Kopfes oder Körpers erscheinen größer und können so unter Umständen andere Tiere täuschen.